# Lingua afar
La lingua afar (nome nativo: Qafár af) è una delle lingue cuscitiche orientali ed è parlata in Etiopia, Eritrea e Gibuti.

## Distribuzione geografica
Secondo Ethnologue , ci sono 2.600.000 persone che parlano afar in totale. Di questi, 1.280.000 sono stati registrati nel censimento etiope del 2007, con 906.000 monolingui registrati nel censimento del 1994; costoro appartengono prevalentemente all'etnia Afar. La maggior parte dei locutori è stanziata nella Regione degli Afar, in Etiopia, ma l'idioma è parlato anche nelle zone confinanti di Eritrea e Gibuti.
I parlanti di questa lingua hanno un tasso di alfabetizzazione compreso tra l'uno e il tre per cento.

## Grammatica
L'ordine delle parole in lingua afar, come in altre lingue cuscitiche orientali, è Soggetto Oggetto Verbo.